# Interact Verlag
Der Interact Verlag (Eigenschreibweise: interact Verlag) mit Sitz in Luzern ist ein Fachverlag für Beiträge zu Theorie und Praxis der Sozialen Arbeit. Er besteht seit 1999 und ist der Hochschule Luzern – Soziale Arbeit angegliedert.

## Publikationen
Der Interact Verlag publiziert Bücher zur Theorie und Praxis der Sozialen Arbeit, insbesondere zu jenen Themen, in denen die Hochschule Luzern – Soziale Arbeit schwerpunktmässig angewandte Forschung und Entwicklung betreibt und Dienstleistungen oder Weiterbildungen anbietet. Es handelt sich um praxisorientierte Grundlagenwerke, welche die aktuellen Diskussionen innerhalb des Fachbereichs Soziale Arbeit mit relevanten Beiträgen bereichern wollen. Zielpublikum sind (angehende) Fachpersonen der Sozialen Arbeit sowie Fachpersonen von angrenzenden Berufsfeldern.
Der Interact Verlag bietet Print-Versionen und E-Publikationen an. 

## Autoren
Die  Autoren des Interact Verlags dozieren und/oder forschen an der Hochschule Luzern – Soziale Arbeit, an in- und ausländischen Hochschulen oder arbeiten in Organisationen, die mit der Hochschule Luzern – Soziale Arbeit eine enge Verbindung pflegen.